# Eparchia minusińska
Eparchia minusińska – jedna z eparchii Rosyjskiego Kościoła Prawosławnego, z siedzibą w Minusińsku. Wchodzi w skład metropolii krasnojarskiej. Jej ordynariuszem od 2024 r. jest biskup minusiński i kuragiński Serafin (Pasanajew), zaś funkcję katedry pełni sobór Obrazu Chrystusa Nie Ludzką Ręką Uczynionego w Minusińsku.
Utworzona postanowieniem Świętego Synodu 28 grudnia 2018, poprzez wydzielenie z terytorium eparchii krasnojarskiej. Obejmuje część Kraju Krasnojarskiego: rejony minusiński wraz z Minusińskiem, jermakowski, idriński, karatuski, krasnoturański, kuragiński i szuszeński.

## Podział administracyjny
W 2022 r. eparchia liczyła trzy dekanaty: minusiński, kuragiński oraz szuszeński. Funkcjonował jeden klasztor - żeński monaster Wniebowstąpienia Pańskiego w Koczerginie.

## Biskupi minusińscy
- Nikanor (Anfiłatow), 2018-2021[1][3]
- Ignacy (Punin), 2023[4]-2024[5]
- Serafin (Pasanajew), od 2024[6]